# Festival des films du monde de Montréal
Ne doit pas être confondu avec Festival du nouveau cinéma de Montréal, Festival international du film de Montréal ou Festival international de films de Montréal.
Pour les articles homonymes, voir FFM.

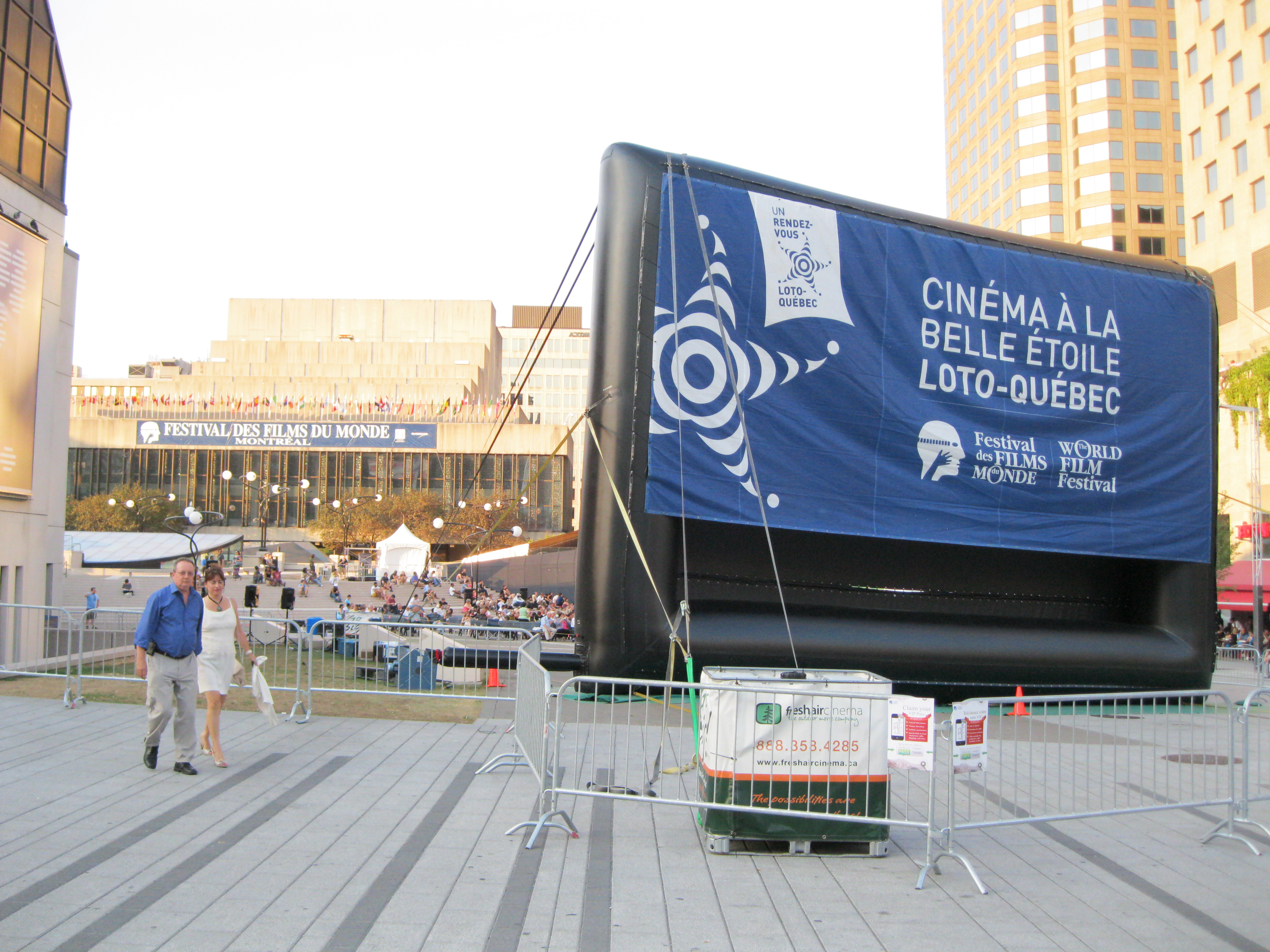
Écran pour le cinéma à la belle étoile devant la place des Arts, pour le festival 2012.

Le festival des films du monde de Montréal (ou FFM de Montréal) est un festival de cinéma qui s'est tenu chaque année de 1977 à 2018 à Montréal, au Québec (Canada).

## Fondation
Il a été fondé par Serge Losique en 1977 et la première compétition officielle s'est tenue en 1978.

## Description
Le festival se déroule habituellement de la fin du mois d'août jusqu'au premier lundi de septembre, ce qui correspond en Amérique du Nord à la fête du Travail (à ne pas confondre avec la fête des travailleurs le 1er mai).
Le Festival des films du monde était subventionné par les gouvernements canadiens et québécois et vise le cinéma de qualité de tous les continents, souhaitant faire connaître le cinéma d'auteur et d'innovation.
Le FFM se déroulait au cinéma Impérial, au Théâtre Maisonneuve, au Cineplex Quartier Latin, au Cinéma de l'Office National du Film, et ses projections extérieures étaient un Rendez-vous Loto-Québec très populaire. Chaque année, le FFM attirait plus de 400 000 festivaliers, ce qui en fait le Festival de films le plus couru au Canada. En 2010, le FFM est devenu le porte-étendard de la province de Québec à l'étranger en suscitant la plus grosse part des retombées médiatiques dans le monde parmi les grands événements populaires québécois.
La plus haute distinction du festival est le Grand prix des Amériques.

## Historique
La première édition du festival en 1977 était aussi connue sous le nom de Festival canadien des films du monde et ne comportait pas de volet compétitif. Le Festival des films du monde a longtemps été considéré au niveau des grands festivals compétitifs internationaux. Il a fait partie d’un groupe restreint de festivals compétitifs reconnus par la F.I.A.P.F. (Fédération Internationale des Associations de Producteurs de Films) comme Cannes, Berlin ou Venise. Né des efforts d’un groupe dirigé par Serge Losique, le Festival des films du monde a comme mandat de servir toutes les cinématographies et d’encourager la diversité culturelle tout en faisant connaître le cinéma d’auteur et d’innovation. Le FFM est également un outil économique et de promotion touristique pour la province de Québec.
Ce festival a été menacé en 2005 lorsque certains organismes gouvernementaux qui le subventionnaient ont décidé de confier à la firme Spectra l'organisation d'un nouveau festival de cinéma montréalais, le Festival international de films de Montréal. Ce dernier a cependant été un échec.
Depuis de nombreuses années, le festival a connu des problèmes financiers, incluant une dette de 500 000 $ à Revenu Québec, des employés impayés, et la coupure d'électricité au théâtre.

## Les finances du FFM
| Année | Revenus (millions) | Surplus / Déficit (millions) |
| ----- | ------------------ | ---------------------------- |
| 2015  | 1.3                | -1.1                         |
| 2014  | 4.0                | 0.6                          |
| 2013  | 3.7                | -0.08                        |
| 2012  | 3.7                | -0.2                         |
| 2011  | 3.6                | -0.2                         |

## Grand prix des Amériques
- 1978 : Ligabue de Salvatore Nocita  Italie
- 1979 : 1 + 1 = 3 (de) de Heidi Genee (de)  Allemagne de l'Ouest
- 1980 :
  - Le Diable dans la boîte de Richard Rush  États-Unis
  - Fontamara de Carlo Lizzani  Italie
- 1981 : L’Élu (The Chosen) de Jeremy Paul Kagan  États-Unis
- 1982 :
  - Pierre qui brûle (Brimstone and Treacle) de Richard Loncraine  Royaume-Uni
  - Le Temps de la revanche (Tiempo de revancha) de Adolfo Aristarain  Argentine
- 1983 : The Go Masters (Mikan no taikyoku) de Jun'ya Satō et Duan Jishun  Chine  Japon
- 1984 : El Norte de Gregory Nava  États-Unis
- 1985 : Padre nuestro (es) de Francisco Regueiro  Espagne
- 1986 : 37°2 le matin de Jean-Jacques Beineix  France
- 1987 : Kenny de Claude Gagnon  Canada  États-Unis  Japon
- 1988 : La Lectrice de Michel Deville  France
- 1989 : La liberté, c'est le paradis (S.E.R. - Svoboda eto rai) de Sergei Bodrov  Union soviétique
- 1990 : Tombés du ciel (es) (Caidos del cielo) de Francisco José Lombardi  Espagne  Pérou
- 1991 : Salmonberries (en) de Percy Adlon  Allemagne
- 1992 : Le Côté obscur du cœur (El lado oscuro del corazon) de Eliseo Subiela  Argentine  Canada
- 1993 : Trahir (ro) de Radu Mihaileanu  France  Roumanie
- 1994 : L'Âme des guerriers (Once Were Warriors) de Lee Tamahori  Nouvelle-Zélande
- 1995 : Georgia de Ulu Grosbard  États-Unis  France
- 1996 : Different for Girls de Richard Spence  France  Royaume-Uni
- 1997 : Les Enfants du ciel (بچه های آسمان, Bacheha-Ye aseman) de Majid Majidi  Iran
- 1998 :
  - La Faille (The Quarry) de Marion Hänsel  Belgique  Espagne  Royaume-Uni  Pays-Bas
  - Pleine Lune (Vollmond) de Fredi Murer  Allemagne  France  Suisse
- 1999 : La Couleur du paradis (رنگ خدا, Rang-e khoda) de Majid Majidi  Iran
- 2000 :
  - Le Goût des autres de Agnès Jaoui  France
  - Innocence (en) de Paul Cox  Australie
- 2001 :
  - Le Secret de Baran (Baran) de Majid Majidi  Iran
  - Torzók (en) de Árpád Sopsits  Hongrie
- 2002 : Le Plus Beau Jour de ma vie (Il Più bel giorno della mia vita) de Cristina Comencini  Royaume-Uni  Italie
- 2003 :
  - Kordon (sr) de Goran Markovic  Serbie-et-Monténégro
  - Le Cœur des hommes de Marc Esposito  France
- 2004 : La Fiancée syrienne (הכלה הסורית) de Eran Riklis  Allemagne  France  Israël
- 2005 : Off Screen (nl) de Pieter Kuijpers  Pays-Bas  Belgique
- 2006 :
  - Une longue Marche (ja) (Nagai Sanpo) de Eiji Okuda  Japon
  - Le Plus Grand Amour du monde (O Maior Amor Do Mundo) de Carlos Diegues  Brésil
- 2007 :
  - Ben X de Nic Balthazar  Belgique
  - Un secret de Claude Miller  France
- 2008 : Departures (Okuribito) de Yojiro Takita  Japon
- 2009 : Liberté (Korkoro) de Tony Gatlif  France
- 2010 : Oxygène (nl) (Adem) de Hans Van Nuffel  Belgique
- 2011 : Hasta la vista de Geoffrey Enthoven  Belgique
- 2012 : Ateşin Düştüğü Yer (tr) de İsmail Güneş (tr)  Turquie
- 2013 : La vie est belle (Chce się żyć) de Maciej Pieprzyca  Pologne
- 2014 : La Parfaite Obéissance (ca) (Obediencia perfecta) de Luis Urquiza  Mexique
- 2015 : Fou d'amour de Philippe Ramos  France
- 2016 : Ustav Republike Hrvatske de Rajko Grlić  Croatie
- 2017 : ...Y de pronto el amanecer (es) de Silvio Caiozzi  Chili
- 2018 : Curtiz (hu) de Tamas Yvan Topolánszky (hu)  Hongrie